# أوسكار بايدر
أوسكار بايدر (بالإنجليزية: Oskar Bider) (مواليد 12 يوليو 1891 - الوفاة 7 يوليو 1919)، رائد طيران سويسري، أول من عبر جبال البرانس في (24 يناير 1913)؛ ,أول من قام برحلة نقل بريد جوي في سويسرا في (9 مارس 1913)؛ وأول من عبر جبال الألب في (13 مايو 1913).